# Johannes Meelführer

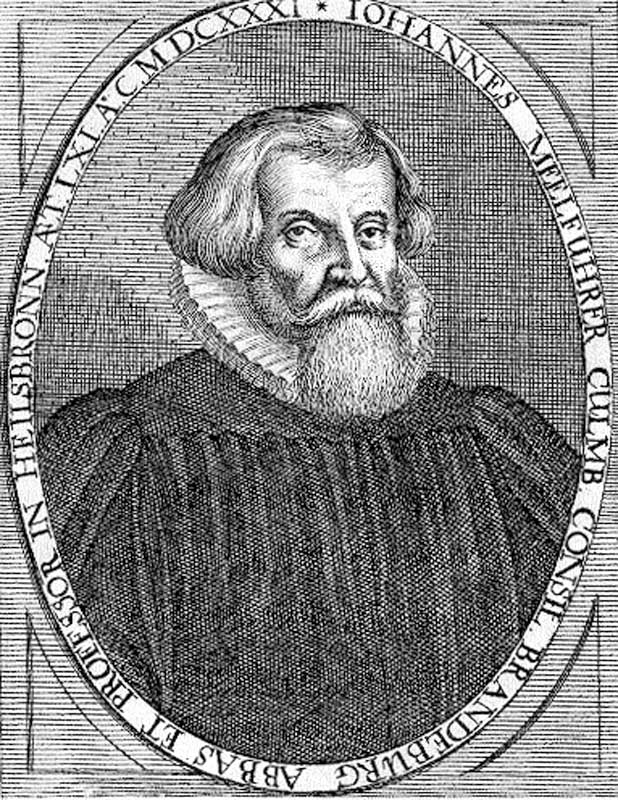
Johannes Meelführer

Johannes Meelführer (auch: Mehlführer; * 25. Dezember 1570 in Kulmbach; † 3. Dezember 1640 in Ansbach) war ein deutscher evangelischer Theologe, Philologe, Pädagoge und Schriftsteller.

## Leben
Geboren als Sohn eines Kannengießers, war Meelführer anfänglich für das Handwerk des Vaters bestimmt. Erst nachdem man bei ihm eine außerordentliche Begabung festgestellt hatte, konnte er 1586 das Gymnasium in Hof besuchen und 1592 an die Universität Wittenberg gehen. Als er seine Studien 1597 mit dem Erwerb des akademischen Grades eines Magisters der Philosophie beendet hatte, wurde er Privatlehrer der Söhne des Ägidius Hunnius. Dieser ermunterte ihn, Vorlesungen über theologische und philosophische Disziplinen sowie über die hebräische Sprache zu halten.
Da er diese mit Erfolg betrieb, wurde er 1599 als Adjunkt in die philosophische Fakultät der Wittenberger Hochschule aufgenommen. Verschiedene Berufungen, die sich in der Folge einstellten, lehnte er ab. 1600 ging er als Substitut des Superintendenten Johann Streitberger nach Kulmbach, 1602 wurde er von Georg Friedrich I. von Brandenburg-Ansbach und Kulmbach als Beisitzer des Konsistoriums sowie als Stiftsprediger nach Ansbach berufen. 1611 wurde er Gymnasialprofessor und Abt in Heilsbronn, wo er zwanzig Jahre erfolgreich wirkte.
Als im Dreißigjährigen Krieg das Kloster durch die Truppen des Johann t’Serclaes von Tilly 1631 geplündert wurde, floh er nach Nürnberg. Hier stand er von Oktober 1632 bis Januar 1633 im Dienst der verwitweten Markgräfin Sophie von Braunschweig-Lüneburg (1563–1639). 1634 wurde er Stiftsprediger und 1636 Stadtpfarrer und Konsistorialbeisitzer in Ansbach, was er bis zu seinem Lebensende blieb.
Als Schriftsteller hat er sich unter anderem mit den deutschen Sprichwörtern und sprichwörtlichen Redensarten beschäftigt. Als nachhaltig erwiesen sich jedoch seine hebräischen Grammatiklehrbücher. Sein Werk Monumenta antiquitatis, quae in templo monasterii Heilsbronnensis passim obvia cernuntur blieb unveröffentlicht.
Johannes Meelführer war mit Elisabeth Gramann aus Kulmbach (1575–1645) verheiratet, mit der er mehrere Kinder hatte. Deren Sohn Christoph Meelführer (1608–1640) wurde dabei ebenso evangelischer Pfarrer und Kirchenmusiker wie dessen älterer Bruder Johann Burkhard Meelführer (auch als Mehlführer geschrieben) (1603–1637), der die Pfarrerstochter Anne Margaretha Cöler (1607–1652) (auch als Köhler geschrieben) heiratete.
Die Nachkommen aus erster Ehe waren unter anderem die Großeltern des königlich preußischen Leibarztes Georg Ernst Stahl.

## Werkauswahl
1. Quaestiones et responsiones physicae Aristotelicae. Wittenberg 1600
2. Compendiosa institutio grammaticae hebraeae. Ansbach 1607, Jena 1623, Nürnberg 1626
3. Clavis linguae sacrae seu hebraeae. Nürnberg, 1598, 1628
4. Vindiciae evangelicae. Nürnberg 1615–1619,
5. Postilla evangelico-proverbialis, das ist: einfältige kurtze Hauß-Sermon vber alle Evangelia durchs gantze Jahr allein auß den Sprüchen Salomonis verfasset. Nürnberg, 1634
6. Grammaticae Hebraeae compendiosa institutio. Certis canonibus comprehensa. et praxi exemplorum fideliter illustrata. Ansbach 1607